# Ottoshoop
Ottoshoop [ɔtɔshʊəp] liegt nördlich von Lichtenburg in der südafrikanischen Provinz Nordwest. Der Ort befindet sich auf einer Höhe von 1417 Metern über dem Meeresspiegel und liegt ungefähr 50 Kilometer nördlich von Lichtenburg. Im Jahr 2011 hatte Ottoshoop 2043 Einwohner.
Ursprünglich hieß der Ort Malmani, abgeleitet vom Tswana-Wort Melemani, deutsch: „Wasserstelle“. Seine Entwicklung begann um 1875, als dort Gold gefunden wurde. Damals wurden große Pläne entworfen. Der Ort wurde nach dem Magistrat Cornelius Otto benannt und der Hoffnung, die er damals geschürt hatte. Der Name bedeutet „Ottos Hoffnung“. Noch heute ist eine Mine im Umland in Betrieb. Doch die ungünstigen geologischen Bedingungen, vor allem ein etwa 25 Kilometer breites unterirdisches Wasservorkommen, machten die Förderung im Vergleich zu den Minen von Johannesburg oder bei Barberton unrentabel. Heute ist Ottoshoop vor allem als Bahnstation von Bedeutung.